# Biên thành Hạ Germania
Biên thành Hạ Germania (tiếng Latinh: limes ad Germaniam inferiorem, tiếng Hà Lan: Neder-Germaanse Limes, tiếng Đức: Niedergermanischer Limes) là ranh giới cũ giữa hai tỉnh La Mã là Hạ Germania và Magna Germania. Biên thành Hạ Germania chia tách khu vực Rheinland còn lại của sông Rhein cùng Hà Lan vốn trước đây là một phần của La Mã với vùng phía đông con sông kiểm soát lỏng lẻo hơn.
Biên thành này bắt đầu từ gần cửa sông Oude Rijn bên bờ biển Bắc. Sau đó nó chạy dọc theo sông Rhein, kết thúc tại Vinxtbach ở Niederbreisig ngày nay, gần ranh giới với tỉnh Thượng Germania. Sau đó ở phần phía đối diện là điểm bắt đầu của biên thành Thượng Germania-Rhaetia, bên phải bờ sông Rhein, cùng phía với trại Rheinbrohl của người La Mã.
Hạ Germania không phải là một thành lũy biên thành kiên cố với những bờ lũy, hào phòng thủ, cọc rào, tường thành hay tháp canh mà nó là ranh giới sông, tương tự như biên thành sông Danube và Euphrates. Biên thành sông Rhein này được bảo vệ bởi một chuỗi các trại La Mã và quân trợ chiến. Nó được đặt ra một phần bởi Augustus và con trai riêng của ông đồng thời là tướng La Mã Nero Claudius Drusus, người bắt đầu củng cố ranh giới tự nhiên của sông Rhein từ năm 15. Quyết định không chinh phục các vùng đất phía đông khiên sông Rhein trở thành biên giới tự nhiên của đế quốc La Mã. Để bảo vệ nó, nhiều biệt thư nông thôn và các khu định cư đã được thiết lập. Tên và vị trí của chúng chủ yếu được lưu truyền thông qua các Bản đồ Peutinger (Tabula Peutingeriana) và Hành trình của Antoninus (Itinerarium Antonini).
Cùng với biên thành Thượng Germania-Rhaetia đã được UNESCO công nhận là Di sản thế giới thì biên thành Hạ Germania tạo thành Biên thành Germanicus. Năm 2021, biên thành Hạ Germania được UNESCO công nhận là Di sản thế giới với tên gọi "Biên giới của Đế quốc La Mã - Biên thành Hạ Germania".

## Mô tả
Khi chạy dọc theo sông Rhein, biên thành này chạy qua 4 dạng địa hình khác nhau. Phần cực nam và nhỏ nhất giữa Vinxtbach và khu vực xung quanh Bonn là khối núi Rhein, tại đó con sông chảy qua một thung lũng tương đối hẹp giữa Westerwald và Eifel. Từ khu vực gần Bonn, thung lũng hẹp này mở rộng ra tạo thành vùng đất thấp Cologne được bao bọc bởi Bergisches Land ôm nhánh sông phía bên phải còn Eifel và High Fens ôm phía đông và nam. Khu vực đất thấp Cologne có đất đai màu mỡ và khí hậu ôn hòa nên không có gì ngạc nhiên khi các biệt thự nông trang ở Hạ Germania đều được hình thành tại đây trong thời kỳ La Mã. Trong vùng lân cận của trại Novaesium, vùng đất thấp tiếp tục mở rộng hơn nữa đến đồng bằng Hạ Rhein, một nền bậc bồi tích bởi con sông. Xa hơn một chút về phía biên giới Đức-Hà Lan ngày nay, trong khu vực trại binh đoàn La Mã của Noviomagus, con sông chảy vào vùng đầm lầy được hình thành bởi sông Rhein và Meuse, và sau đó kết thúc tại biển Bắc, trong khu vực châu thổ sông Rhine–Meuse–Scheldt.